# Weitbruch
Weitbruch település Franciaországban, Bas-Rhin megyében. Lakosainak száma 2721 fő (2022. január 1.). Weitbruch Haguenau, Brumath, Geudertheim, Gries, Kriegsheim, Kurtzenhouse és Niederschaeffolsheim községekkel határos.

## Népesség
A település népessége az elmúlt években az alábbi módon változott:
| Lakosok száma | 2789 | 2848 | 2910 | 2832 | 2802 | 2766 | 2738 | 2719 | 2721 |
|               | 2013 | 2015 | 2016 | 2017 | 2018 | 2019 | 2020 | 2021 | 2022 |